# Ophthalmitis isorphnia
Ophthalmitis isorphnia är en fjärilsart som beskrevs av Eugen Wehrli 1943. Ophthalmitis isorphnia ingår i släktet Ophthalmitis och familjen mätare. Inga underarter finns listade i Catalogue of Life.